# Пушкино (Бакалинский район)
Пушкино (баш. ) — упразднённый в 2005 году посёлок  Михайловского сельсовета Бакалинского района Республики Башкортостан.

## История
На 1 января 1969 года,  1 июля 1972 года входила в  Бугабашевский сельсовет.
Закон Республики Башкортостан «О внесении изменений в административно-территориальное устройство Республики Башкортостан в связи с образованием, объединением, упразднением и изменением статуса населенных пунктов, переносом административных центров» от 20 июля 2005 года N 211-з, ст.1 гласил:

4. Упразднить следующие населенные пункты:
6) в Бакалинском районе:

а) поселок Пушкино Михайловского сельсовета

## География
Находился у реки Меняды. 

### Географическое положение
Расстояние до:
- районного центра (Бакалы): 15 км,
- центра сельсовета (Михайловка): 5 км,
- ближайшей ж/д станции (Туймазы): 60 км.

## Население
На 1 января 1969 года проживали 151 человек; преимущественно татары.